# Grand Prix cycliste de Gatineau 2012
La 3e édition du Grand Prix cycliste de Gatineau a eu lieu le 21 mai 2012. La course fait partie du calendrier international féminin UCI 2012 en catégorie 1.1. L'épreuve est remportée par l'Allemande Ina-Yoko Teutenberg.

## Récit de course
La météo est chaude et venteuse. Durant la première partie de course, Tara Whitten est échappée. Elle est rejointe par Bridie O'Donnell. La course se finit au sprint. Ina-Yoko Teutenberg ouvre son sprint tôt avec le vent de face, mais parvient à résister au retour de ses concurrentes.

## Classements

### Classement final
| \| Classement général \| Classement général \| Classement général \| Classement général \| Classement général \| \| Coureur \| Coureur \| Pays \| Équipe \| Temps \| \| ------------------ \| ------------------- \| ------------------ \| ------------------------------ \| ------------------ \| \| 1re \| Ina-Yoko Teutenberg \| Allemagne \| Specialized-Lululemon \| 3 h 25 min 03 s \| \| 2e \| Rochelle Gilmore \| Australie \| Faren-Honda \| + 0 s \| \| 3e \| Alona Andruk \| Ukraine \| Ukraine \| + 0 s \| \| 4e \| Joëlle Numainville \| Canada \| Optum-Kelly Benefit Strategies \| + 0 s \| \| 5e \| Carmen Small \| États-Unis \| Optum-Kelly Benefit Strategies \| + 2 s \| \| 6e \| Kate Chilcott \| Nouvelle-Zélande \| \| + 2 s \| \| 7e \| Nicole Cooke \| Royaume-Uni \| Faren-Honda \| + 5 s \| \| 8e \| Clara Hughes \| Canada \| Specialized-Lululemon \| + 5 s \| \| 9e \| Jasmin Hurikino \| Australie \| \| + 5 s \| \| 10e \| Evelyn Stevens \| États-Unis \| Specialized-Lululemon \| + 14 s \| |                     |                  |                                |                 |
| |                     |                  |                                |                 |
| Source : Cycling Quotient |                     |                  |                                |                 |
| Classement général |                     |                  |                                |                 |
| Coureur | Coureur             | Pays             | Équipe                         | Temps           |
| 1re | Ina-Yoko Teutenberg | Allemagne        | Specialized-Lululemon          | 3 h 25 min 03 s |
| 2e | Rochelle Gilmore    | Australie        | Faren-Honda                    | + 0 s           |
| 3e | Alona Andruk        | Ukraine          | Ukraine                        | + 0 s           |
| 4e | Joëlle Numainville  | Canada           | Optum-Kelly Benefit Strategies | + 0 s           |
| 5e | Carmen Small        | États-Unis       | Optum-Kelly Benefit Strategies | + 2 s           |
| 6e | Kate Chilcott       | Nouvelle-Zélande |                                | + 2 s           |
| 7e | Nicole Cooke        | Royaume-Uni      | Faren-Honda                    | + 5 s           |
| 8e | Clara Hughes        | Canada           | Specialized-Lululemon          | + 5 s           |
| 9e | Jasmin Hurikino     | Australie        |                                | + 5 s           |
| 10e | Evelyn Stevens      | États-Unis       | Specialized-Lululemon          | + 14 s          |

### Points UCI
| Position,          | 1er | 2e | 3e | 4e | 5e | 6e | 7e | 8e | 9e | 10e | 11e | 12e |
| Classement général | 80  | 56 | 32 | 24 | 20 | 16 | 12 | 8  | 7  | 6   | 5   | 3   |